# Murmanskije Worota
Murmanskije Worota (ros. Мурманские Ворота) – stacja kolejowa w miejscowości Wołchow, w rejonie wołchowskim, w obwodzie leningradzkim, w Rosji. Położona jest na linii Wołchow - Murmańsk.